# Philip Arthur Fisher
Philip Arthur Fisher (8 de setembre de 1907 - 11 de març de 2004) va ser un inversor en accions nord-americà més conegut com l'autor de Common Stocks and Uncommon Profits, una guia d'inversió que s'ha mantingut impresa des que es va publicar per primera vegada el 1958. Juntament amb Thomas Rowe Price, Jr., Fisher és un dels primers defensors de l'estratègia d'inversió en creixement.

## Carrera
La carrera de Philip Fisher va començar el 1928 quan va abandonar la recentment creada Stanford Graduate School of Business (més tard tornaria a ser una de les tres úniques persones que van ensenyar el curs d'inversió) per treballar com a analista de valors amb l'Anglo. -London Bank a San Francisco. Es va canviar a una empresa de borsa durant un temps abans de començar la seva pròpia empresa de gestió de diners, Fisher & Co., fundada el 1931. Va dirigir els assumptes de l'empresa fins a la seva jubilació l'any 1999, als 91 anys, i es diu que va aconseguir guanys extraordinaris en la inversió dels seus clients.
Encara que va iniciar la seva carrera uns cinquanta anys abans que s’acunés el terme de Silicon Valley, es va centrar en empreses innovadores basades en la recerca i el desenvolupament. Va apostar per la inversió a llarg termini i va buscar comprar empreses grans a preus justos. Era una persona molt reservada, concedia poques entrevistes i era molt exigent amb els clients que acceptava. No va tenir molta fama pública fins que va publicar el seu primer llibre el 1958.A partir d’aleshores, la popularitat de Fisher va créixer enormement i el va convertir en el seu estatus actual de llegenda com a precursor en el camp de la inversió en creixement.
Morningstar l'ha anomenat "un dels grans inversors de tots els temps". A Common Stocks and Uncommon Profits, Fisher va dir que el millor moment per vendre una acció era "gairebé mai". La seva inversió més famosa va ser la compra de Motorola, una empresa que va comprar el 1955 quan era fabricant de ràdio, i la va mantenir fins a la seva mort. Se'l recorda a Phillip per utilitzar i proliferar l'eina "scuttlebutt" o "raïm", en la qual buscava amb rigor informació sobre una empresa. Quan s'enfonsa, pren decisions més informades gràcies a una millor base per a l'anàlisi i la valoració.
A la reunió anual d'accionistes de Berkshire Hathaway del 2018, Warren Buffett va qualificar les "Accions comunes i beneficis poc comuns" de Fisher com un " molt molt bon llibre ". A més, va descriure com l'ús de la tècnica "scuttlebutt" de Fisher continua sent una bona manera d'invertir, que encara fan servir Ted Weschler i Todd Combs a Berkshire Hathaway. John Train va descriure Warren Buffett com un 85% influenciat per Benjamin Graham i un 15% per Philip Fisher.
El seu fill Kenneth L. Fisher també va fundar una empresa d'inversió.

## Obres
- Paths to Wealth through Common Stocks, Prentice-Hall, Inc., 1960
- Els inversors conservadors dormen bé, Harper & Row, 1975
- Desenvolupament d'una filosofia d'inversió (monografia), The Financial Analysts Research Foundation, 1980
- Accions comunes i beneficis poc comuns, Harper & Brothers; Edició revisada (desembre de 1960)